# Bobby's Dream
Bobby's Dream è un cortometraggio muto del 1912. Non si conosce il nome del regista del film che fu prodotto dalla Edison.

## Produzione
Il film fu prodotto dalla Edison Manufacturing Company.

## Distribuzione
Distribuito dalla General Film Company, il film - un cortometraggio di 110 metri - uscì nelle sale cinematografiche degli Stati Uniti il 2 novembre 1912.
Nelle proiezioni, veniva programmato con il sistema dello split reel, accorpato in un'unica bobina con un altro cortometraggio prodotto dalla Edison, la commedia For Professional Services.
Copie della pellicola sono conservate negli archivi della Library of Congress (Public Archives of Canada/Dawson City collection e AFI/J. Stuart Blackton collection).